# Yeah!!!
| Оценки критиков               | Оценки критиков |
| Источник                      | Оценка          |
| ----------------------------- | --------------- |
| AllMusic                      | [ 2 ]           |
| Encyclopedia of Popular Music | [ 3 ]           |
| The Rolling Stone Album Guide | [ 4 ]           |

Yeah!!! (иногда также Aretha Franklin Yeah!!! или Yeah!!! In Person with Her Quartet) — седьмой студийный альбом американской певицы Ареты Франклин, выпущенный 17 мая 1965 года на лейбле Columbia Records. Вопреки наложенным звукам зрительской реакции, альбом не является концертным, он был записан в нью-йоркской студии Columbia Recording Studios. Продюсером альбома стал Клайд Отис. Это был последний альбом Франклин, содержащий преимущественно джазовый материал, впоследствии она перешла полностью в соул.

## Список композиций
| №  | Название                               | Автор(ы)                                   | Длительность |
| -- | -------------------------------------- | ------------------------------------------ | ------------ |
| 1. | «This Could Be the Start of Something» | Стив Аллен                                 | 1:29         |
| 2. | «Once In a Lifetime»                   | Энтони Ньюли, Лесли Брикасс                | 3:21         |
| 3. | «Misty»                                | Эрролл Гарнер, Джонни Берк                 | 3:37         |
| 4. | «More»                                 | Нино Оливьеро, Риц Ортолани, Норман Ньюэлл | 1:50         |
| 5. | «There Is No Greater Love»             | Ишэм Джонс, Марти Саймс                    | 4:49         |
| 6. | «Muddy Water»                          | Эдди Миллер                                | 2:28         |

| №                   | Название                   | Автор(ы)                    | Длительность |
| ------------------- | -------------------------- | --------------------------- | ------------ |
| 1.                  | «If I Had a Hammer»        | Ли Хайс, Пит Сигер          | 2:29         |
| 2.                  | «Impossible»               | Стив Аллен                  | 3:22         |
| 3.                  | «Today I Love Ev’rybody»   | Гарольд Арлен, Дороти Филдс | 3:25         |
| 4.                  | «Without The One You Love» | Арета Франклин              | 3:33         |
| 5.                  | «Trouble in Mind»          | Ричард М. Джонс             | 2:53         |
| 6.                  | «Love for Sale»            | Коул Портер                 | 2:29         |
| Общая длительность: | Общая длительность:        | Общая длительность:         | 35:52        |

| №                   | Название                                                          | Автор(ы)                                   | Длительность |
| ------------------- | ----------------------------------------------------------------- | ------------------------------------------ | ------------ |
| 1.                  | «Bill Bailey, Won’t You Please Come Home» (Original Session Take) | Хью Кэннон                                 | 2:14         |
| 2.                  | «Misty» (Original Session Take)                                   | Эрролл Гарнер, Джонни Берк                 | 3:36         |
| 3.                  | «Love for Sale» (Original Session Take)                           | Коул Портер                                | 2:30         |
| 4.                  | «Once In a Lifetime» (Original Session Take)                      | Энтони Ньюли, Лесли Брикасс                | 3:20         |
| 5.                  | «Today I Love Ev’rybody» (Original Session Take)                  | Гарольд Арлен, Дороти Филдс                | 3:24         |
| 6.                  | «Impossible» (Original Session Take)                              | Стив Аллен                                 | 3:26         |
| 7.                  | «This Could Be the Start of Something» (Original Session Take)    | Стив Аллен                                 | 1:26         |
| 8.                  | «More» (Original Session Take)                                    | Нино Оливьеро, Риц Ортолани, Норман Ньюэлл | 2:09         |
| 9.                  | «There Is No Greater Love» (Original Session Take)                | Ишэм Джонс, Марти Саймс                    | 4:39         |
| 10.                 | «If I Had a Hammer» (Original Session Take)                       | Ли Хайс, Пит Сигер                         | 2:30         |
| 11.                 | «Muddy Water» (Original Session Take)                             | Эдди Миллер                                | 2:29         |
| 12.                 | «Without The One You Love» (Original Session Take)                | Арета Франклин                             | 3:41         |
| 13.                 | «Trouble in Mind» (Original Session Take)                         | Ричард М. Джонс                            | 3:01         |
| Общая длительность: | Общая длительность:                                               | Общая длительность:                        | 73:00        |

## Чарты
| Чарт (1965)                            | Высшая позиция |
| -------------------------------------- | -------------- |
| США (Billboard 200)                    | 101            |
| США (Billboard Top R&B/Hip-Hop Albums) | 8              |